# Diferenciální rotace
Diferenciální rotace je pozorována, když se různé části rotujícího tělesa pohybují různou úhlovou rychlostí. To znamená, že těleso není tuhé. V tekutých objektech, jako třeba akrečním disku, to vede ke smyku. Galaxie a protohvězdy většinou vykazují diferenciální rotaci; a příklady v naší sluneční soustavě jsou např. Slunce, Jupiter a Saturn.